# Роберто Козак
Роберто Козак (ісп. Roberto Kozak, 14 травня 1942 — 4 вересня 2015) — аргентинський дипломат українського походження, інженер за освітою. За допомогу політичним в'язням після чилійського перевороту 1973 року його називають «чилійським Оскаром Шиндлером».

## Біографія
Народився 14 травня 1942 року в північно-східній Аргентині у багатодітній родині (дванадцять дітей). Походив з родини з українськими коренями (сім'я батька емігрувала в 80-х роках XIX століття, мати народилася вже в Буенос-Айресі). У дитинстві переїхав з сім'єю в робітничі передмістя Буенос-Айреса, де батько мав випадкові заробітки.
З 1952 року Козак підробляв після школи в книжковому магазині, де господар дозволяв йому читати літературу. Завдяки доступу до книжок зацікавився інженерією, механікою і міжнародною політикою. Після закінчення школи навчався на факультеті інженерії в Університеті Буенос-Айреса. Після навчання працював за фахом, але часто міняв роботу.
У 1968 році влаштувався на роботу в аргентинському офісі Міжнародного Комітету з європейської міграції. Після двох років роботи пройшов курс для дипломатів у Західній Німеччині, а потім — курс англійської мови у Лондоні. З 1971 до 1973 року працював у штаб-квартирі Комітету в Женеві, розробляючи програми з інтеграції для Латинської Америки.
У травні 1972 року переїхав в офіс організації в Чилі. Після військового путчу 11 вересня 1973 року в Чилі почалися масові арешти противників нової влади. Упродовж 1973—1978 років було заарештовано 70 тисяч людей, з яких 30 тисяч піддали тортурам, а 3500 вбили.
Відразу після перевороту Козак почав допомагати переслідуваним. Він встановив контакти з дипломатами, що сприяли опозиції (зокрема, Харольдом Едельстамом), і з правозахисними організаціями. Козак розшукував заарештованих у таборах, встановлював контакти з важливими державними чиновниками (військовими, політиками, офіцерами спецслужб), від яких потім домагався звільнення ув'язнених, отримував візи в посольствах, надавав укриття або ховав у своєму офісі або будинку і перевозив в аеропорт. Крім того, переконував високопоставлених чиновників у тому, що Чилі має погану репутацію в пресі внаслідок масових гонінь опозиції, переконував звільняти, принаймні, невеликі групи політичних в'язнів. Серед звільнених і вивезених ним з країни людей була мати першої жінки-президента Чилі Мішель Бачелет, а також сама майбутня президент. За оцінками американських дипломатів, щомісяця з допомогою Козака з країни змогли втекти 400—600 чоловік, а в цілому він допоміг покинути країну 25—35 тисячам політичних в'язнів. З цієї причини Козака називають «чилійським Оскаром Шиндлером».
У 1979 р. Козак повернувся в Женеву, де прийняв керівництво відділом ICEM з питань міграції в Латинській Америці. У 1984 р. він повернувся до Чилі й допомагав повертатися в країну тим, хто емігрував у період гонінь. 31 грудня 1986 року він був затриманий і допитаний після того, як стався замах на Піночета. Козак знову покинув Чилі після повалення диктатури в 1991 році. Прибув до Москви, де заснував відділення Міжнародної організації з питань міграції. У 1994 році знову оселився в Женеві як член керівництва IOM. У 2004 році він вийшов на пенсію та оселився в Чилі.
Помер у вересні 2015 року від онкологічного захворювання, яким він страждав протягом останніх десяти років.

## Нагороди
- Великий Хрест ордена Бернардо О'хіггінса[7] (1992)[1]
- Медаль Двохсотріччя Чилі (2011)[8]
- Громадянство Чилі (2015)[9]

## Особисте життя
У 1963 р. вступив у шлюб з Ельзою Беатріс, яка походить з родини польських іммігрантів. У пари народився син Серхіо, але справа дійшла до розлучення, коли дитині виповнилося два роки. У 1976 р. Козак зустрів другу дружину, Сільвію, з якою у нього було двоє дітей: Ніколаі та Наталі.